# Deronectes costipennis
Deronectes costipennis é uma espécie de insetos coleópteros pertencente à família Dytiscidae.
A autoridade científica da espécie é Brancucci, tendo sido descrita no ano de 1983.
Trata-se de uma espécie presente no território português.